# Henschia gruzinicus
Henschia gruzinicus är en insektsart som beskrevs av Dlabola 1958. Henschia gruzinicus ingår i släktet Henschia och familjen dvärgstritar. Inga underarter finns listade i Catalogue of Life.